# Легедзино
Леге́дзино (укр. Легедзине) — село в Тальновском районе Черкасской области Украины.
Численность населения согласно переписи 2001 года составляла 1126 человек. Почтовый индекс — 20435. Телефонный код — 4731.

## Местный совет
20435, Черкасская обл., Тальновский р-н, с. Легедзино, ул. Ленина, 14а.

## История
Между сёлами Легедзино и Тальянки существовало большое трипольское поселение IV тысячелетия до н. э. общей площадью более 450 га. В поселении проживало от 6 до 25 тысяч человек. В Легедзино создан Государственный историко-культурный заповедник «Трипольская культура».
10 ноября 1920 года на окраине Легедзино подпольный штаб во главе с Ф. Крижанивским инициировал вооружённое выступление против конных частей Красной армии, двигавшиеся из Умани в Звенигородку для борьбы с остатками частей Украинской Народной Республики, возглавляемых генералом Юрием Тютюнником. К восставшим присоединились жители соседних сёл. Красным удалось сломить сопротивление повстанцев. В честь погибших в селе в 2010 году был установлен памятник.
30 июля 1941 года, в начале Великой Отечественной войны (1941—1945), возле села Легедзино состоялось героическое сражение советских пограничников батальона Отдельной Коломыйской пограничной комендатуры пограничного отряда охраны тыла Юго-Западного фронта РККА ВС СССР и их служебных собак, отступающих с боями от западной границы СССР, с немецко-фашистскими захватчиками. В атаку на превосходящие силы врага (около 4000 солдат и офицеров) поднялись 500 пограничников со 150-ю служебными собаками. Все пограничники и собаки погибли. 9 мая 2003 года на добровольные пожертвования ветеранов Великой Отечественной войны, пограничных войск и кинологов Украины был установлен памятник человеку с карабином и его верному другу — собаке.

## Достопримечательности
- Памятник героям-пограничникам и служебным собакам, которые 31 июля 1941 года вступили в неравный бой с противником[4]. Установлен 9 мая 2003 года.
- Памятник участникам антибольшевистского восстания (uk:Пам'ятник учасникам антибільшовицького повстання в Легедзиному)[2]. Установлен в 2010 году.

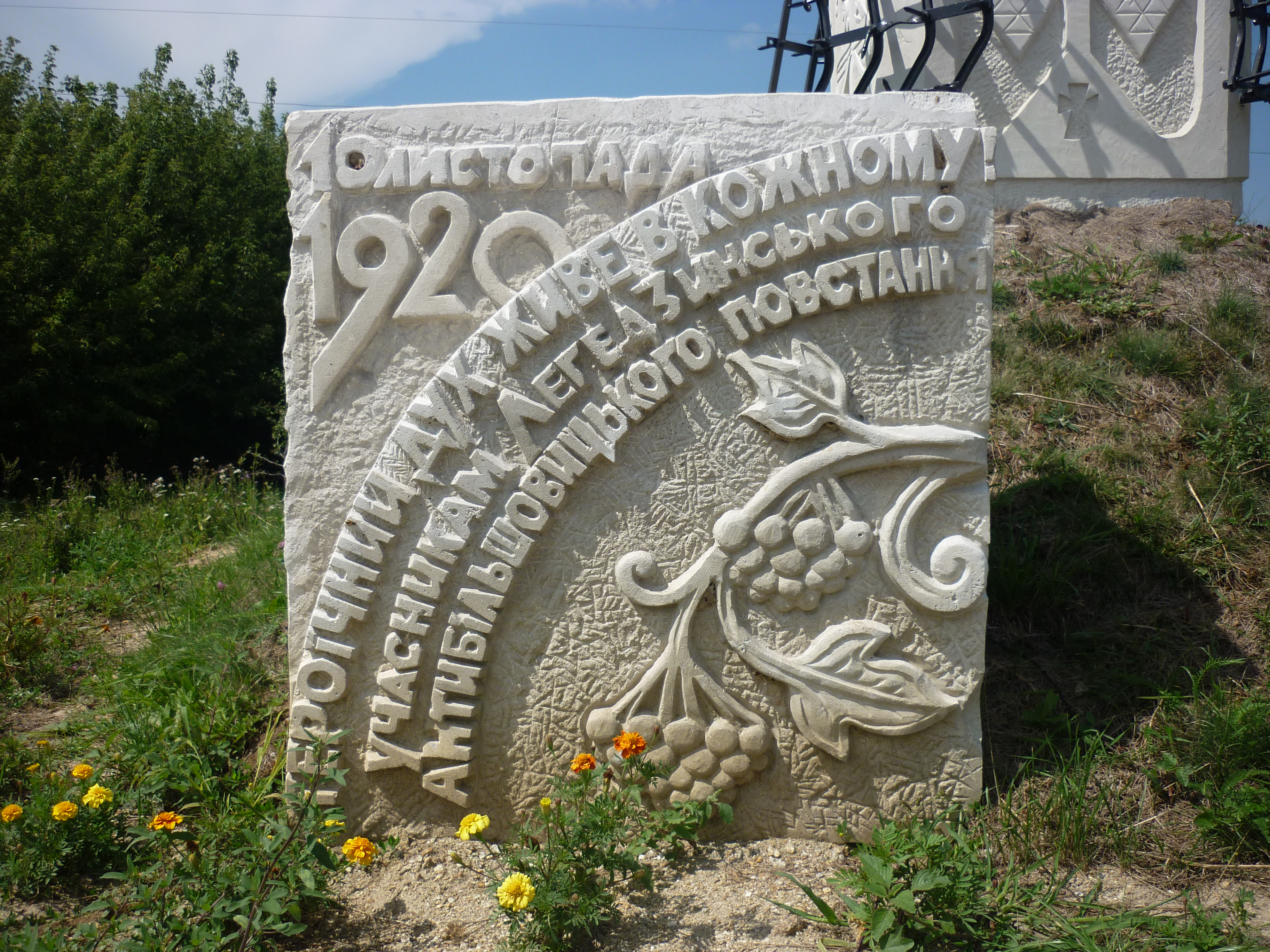
Памятник участникам антибольшевистского восстания
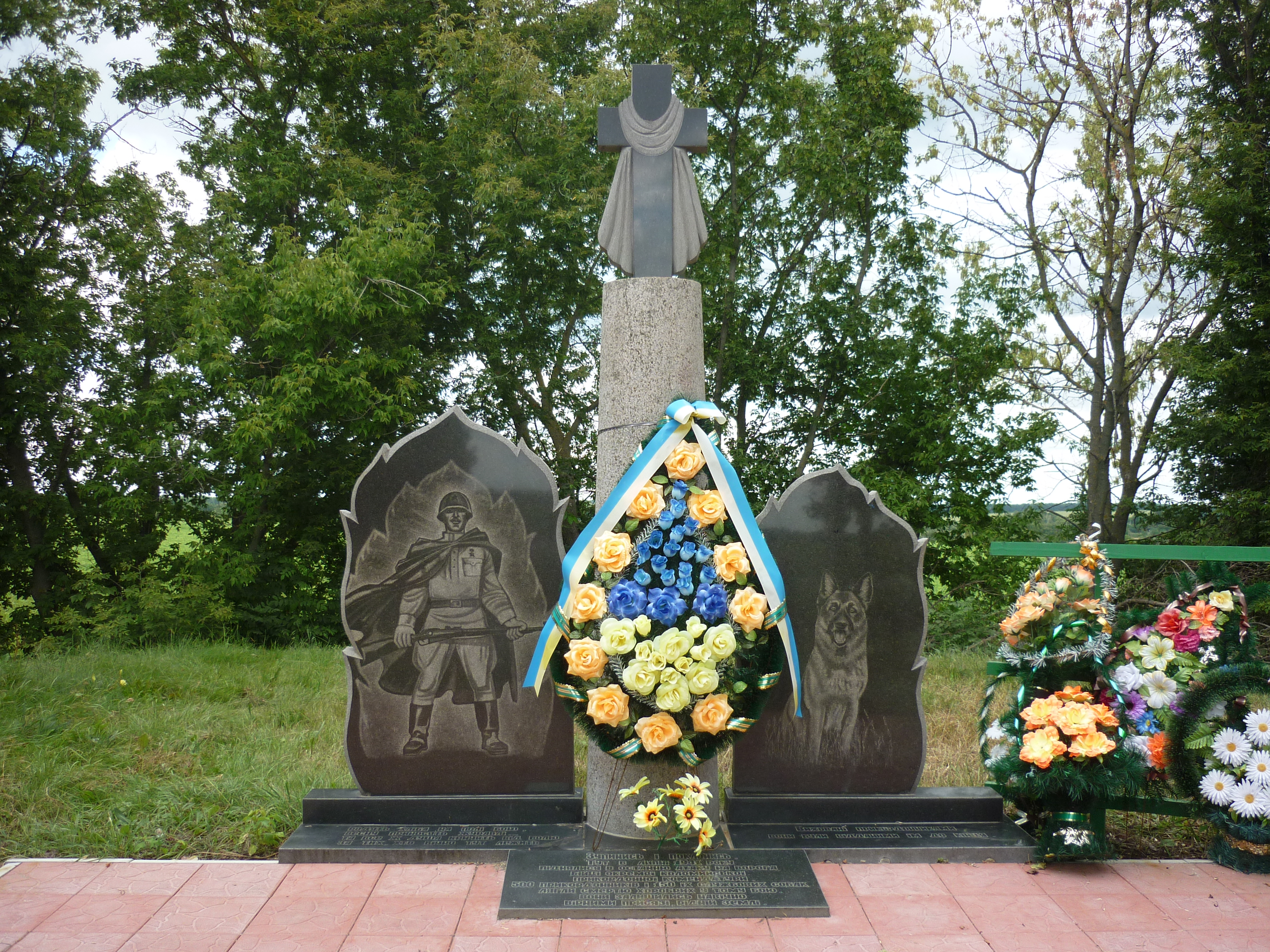
Памятник героям-пограничникам и служебным собакам

## Киностудия «Мальва»
В двух сотнях километров от Киева расположилось уникальное село, где два школьных учителя основали киностудию, сняли три десятка фильмов. И неожиданно показали один из возможных путей преобразования нашего общества.

## В искусстве
- 27 апреля 2020 года на российском «Первом канале» вышел военно-исторический драматический телесериал «Джульбарс» (2019). В аннотации сериала указано:

«Советским героям-пограничникам и их служебным собакам, отдавшим свои жизни под Легедзино и в других сражениях Великой Отечественной войны, посвящается.»